# Républicains progressistes
Die Républicains progressistes (progressive oder fortschrittliche Republikaner) waren eine französische Parlamentsfraktion, die zwischen 1885 und 1914 in der Dritten Republik in der Abgeordnetenkammer bestand. Sie vertrat den konservativsten Teil der Republikaner dieser Zeit.

## Geschichte
Die zunächst informelle Bewegung organisierte sich ab 1885 im Rahmen der Union des gauches. Der Begriff „progressiv“ tauchte zum ersten Mal bei den Wahlen von 1889 in einem postboulangistischen Kontext auf, der durch den Aufstieg des Nationalismus und des Sozialismus, aber auch durch das Ralliement eines Teils der Katholiken gekennzeichnet war. Die Progressiven wollten nun die parlamentarische Koalition gegen die extreme Linke für diese katholischen Gruppen öffnen. Bei den Wahlen von 1893 wurde der Begriff progressiv als Synonym für „opportunistisch“ und für die schrittweise Vervollständigung des republikanischen Programms verwendet.
Das von Louis Barthou und Paul Deschanel geprägte Programm wurde insbesondere durch folgende Punkte bestimmt: Schuldenabbau, Reform des Steuersystems durch Senkung der Grundsteuern und Verabschiedung eines Vereinsgesetzes. Diese Republikaner bildeten jedoch keine Fraktion im Parlament, da die Abgeordneten den Begriff Regierungsrepublikaner bevorzugten. Aus der Fraktion der Regierungsrepublikaner ging 1894 die Union progressiste hervor.
Nach den Parlamentswahlen von 1898 nannte sich der konservative Flügel der Regierungsrepublikaner „Républicains progressistes“. Nach dem Sturz der Regierung Méline, angesichts der Unnachgiebigkeit der Rechten und des Drucks der Radikalen, die die Regierung noch weiter nach rechts öffnen wollten, gaben die Gemäßigten ihre Unterstützung auf. Die meisten Mitglieder der Fraktion stellten sich daraufhin gegen das Kabinett Brisson.
Die Dreyfus-Affäre von 1899 spaltete die Fraktion noch mehr, aber sie bewahrte ihre strukturelle Einheit mit einer Mehrheit, die sich gegen die Regierung von Pierre Waldeck-Rousseau stellte. Dem französischen Historiker René Rémond zufolge waren die Progressiven zu dieser Zeit die Erben der Orléanisten, sein Kollege Jean-Marie Mayeur stellt sie eher als Zentristen dar.
Schließlich zerbrach die Fraktion 1902 zwischen den Mitgliedern der Alliance démocratique, die den Linksblock unterstützten, und den Mitgliedern der Fédération républicaine, die sich 1903 gegen den Linksblock aussprachen und die Union libérale républicaine und die Association nationale républicaine zusammenschlossen.
Die Fraktion der Républicains progressistes nahm die Abgeordneten der Union républicaine auf, bevor sie sich 1914 in Fédération républicaine umbenannte.